# Chumbawamba
Chumbawamba – brytyjski zespół anarchopunkowy założony w 1982 roku w Leeds. W jego twórczości można odnaleźć wpływy folku, punku i muzyki dance.

## Działalność
Najbardziej znanym szerszej publiczności przebojem zespołu jest piosenka Tubthumping z 1997 roku. Zespół bardzo mocno angażuje się w działalność antynazistowską od 1987 roku, czego efektem była m.in. nagrana przez część muzyków zespołu wraz z muzykami The Ex i wydana w 1987 roku pod szyldem Antidote płyta „Destroy Fascism”. Do dziś zespół na każdym swoim koncercie gra utwór „The Day the Nazi Died”, starają się również wspierać finansowo antyfaszystowskie organizacje. Ich polska reedycja trzech pierwszych płyt wydanych na kasetach przez firmę „Nikt Nic Nie Wie” była benefitem m.in. na Stowarzyszenie „Nigdy Więcej”. W swoich utworach wspierali również środowisko LGBT, czego wyrazem był m.in. utwór „Homophobia” wydany wśród utworów albumu „Anarchy”.
W 2012 roku grupa na swojej oficjalnej stronie ogłosiła zakończenie działalności.

## Skład

### Aktualni członkowie
- Lou Watts(inne języki) – śpiew, instrumenty klawiszowe, gitara, perkusja (1982-2012)
- Boff Whalley(inne języki) – śpiew, gitara (1982-2012)
- Neil Ferguson – gitara basowa, wokal, gitara, keyboard (1986-2012)
- Jude Abbot(inne języki) – śpiew, trąbka (1996-2012)
- Phil Moody(inne języki) – wokal, akordeon (2007-2012)

## Byli członkowie
- Dunstan Bruce(inne języki) – śpiew, saksofon, perkusja (1982–2004)
- Danbert Nobacon(inne języki) – śpiew, instrumenty klawiszowe (1982–2004)
- Alice Nutter – śpiew, przeszkadzajki (1983–2004)
- Paul Greco – gitara basowa (1992–1999)
- Mave Dillon – wokal, trąbka (1984–1995)
- Harry Hamer(inne języki) – perkusja 1984–2004)

## Dyskografia

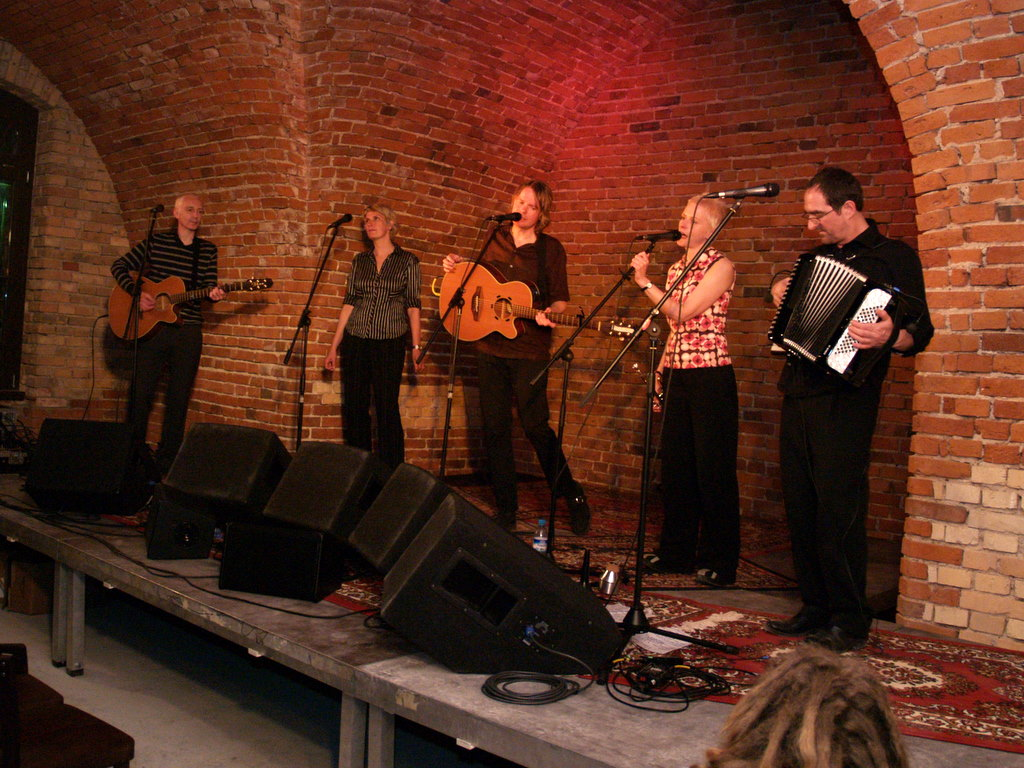
Chumbawamba (2004)

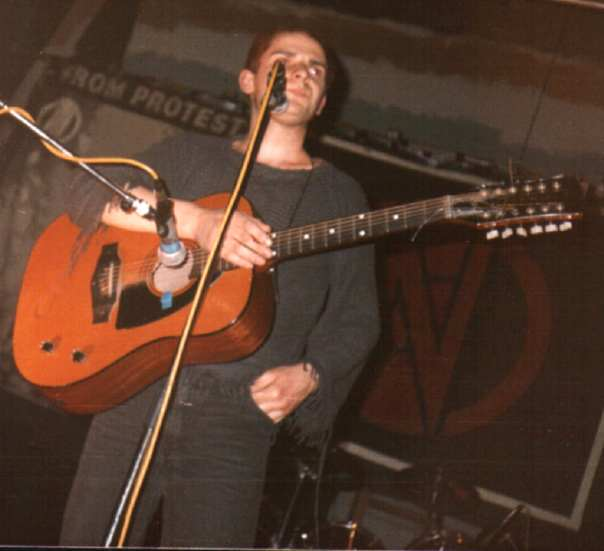
Danbert Nobacon (1986).

- 1986 – Pictures of Starving Children Sell Records, Agit Prop
- 1987 – Never Mind the Ballots, Agit Prop
- 1988 – English Rebel Songs 1381–1914, Agit Prop
- 1990 – Slap!(inne języki), Agit Prop
- 1992 – Shhh(inne języki), Agit Prop
- 1994 – Anarchy, One Little Indian
- 1995 – Showbusiness!, One Little Indian
- 1995 – Swingin’ with Raymond, One Little Indian
- 1997 – Tubthumper, EMI
- 2000 – What You See Is What You Get, Universal Music
- 2002 – Readymades, MUTT
- 2004 – Un, MUTT
- 2005 – A Singsong and a Scrap, No Masters
- 2006 – Get on With It: Live, MUTT
- 2008 – The Boy Bands Have Won, No Masters
- 2010 – ABCDEFG(inne języki), No Masters
- 2013 – In Memoriam: Margaret Thatcher(inne języki)